# Bicknoller
Bicknoller è un villaggio con status di parrocchia civile nel West Somerset, in Inghilterra.